# 大宇宙
大宇宙（日語：コスモバルク）是日本純種競賽馬匹。生涯活躍於中長途賽事，曾於2006年遠征新加坡並勝出新加坡航空國際盃。另外由於其生涯中多次以北海道競馬所屬賽駒的身份挑戰中央賽事，並成功於皋月賞跑獲第二，因而有「道營王牌」（道営のエース）之稱號。

## 出賽前
2001年2月10日出生於北海道三石町（今新日高町）加野牧場，成長途中被馬主岡田繁幸以400萬日圓的低價購入，而所有權則歸屬於其夫人岡田美佐子旗下。
其後交由北海道競馬練馬師田部和則訓練。

## 競賽生涯

### 2歲
2003年8月26日旭川競馬場新馬挑戰賽，於其中獲得第二後再出戰進階挑戰賽，成功取得首次勝利。
其後繼續於地方出戰2歲賽及愛麗速子賞，於其中取得一冠一亞的不俗戰績。
11月8日出戰條件戰百日草特別，爲其首次出戰中央賽事。賽前雖然其不被看好僅獲第九人氣，然而於比賽途中選擇先行戰術下於對面直路經已取得領先，後續保持優秀下成功抵擋後方高級玩意的追擊取得中央首勝。
12月27日乘勢出戰短波電台盃兩歲錦標，比賽初段隨即搶佔位置領放，通過第一彎道後逐步拉開和後方的距離。進入直路後，其仍然於前方位置勢頭不減地衝刺，最終成功以1馬位擊退對手取得首個分級賽冠軍。

### 3歲
2004年首戰爲彌生賞，本次比賽其放棄領放，改爲保持於名將球手後方的位置穩步推進。進入直路後，其於對手外檔位置進行加速，最終成功衝出之下超越對手並逐步拉開，以1 1/4馬位優勢取得分級賽連勝。
其後乘勢出戰皋月賞，由於其處於最外檔第18檔起步，因而並未搶前，意思逐步順應步速進佔中團靠前位置。進入直路後，其成功於外檔位置大幅加速並爆發出全場最佳末腳，但最終仍然未能追上前方領先的大和主將，被拉開1 1/4馬位落敗。
5月30日出戰東京優駿（日本打吡），比賽途中選擇於前方位置推進，並於第四彎道經已取得領先。然而受到比賽初段前方Meiner Makros做出前前1000米57.6秒超快步速下，大宇宙的體力明顯被嚴重消耗，最終其於直路上因體力不支急劇失速，以第八落敗。
夏季休養過後返回北海道出戰北海道三冠次關北海優駿，於其中輕鬆壓制所有對手取得冠軍。
其後前往出戰聖烈特紀念以獲得菊花賞的優先出賽權，比賽初段處於第二的位置下於第二彎道前逐步發力並取得領先，其後繼續於前方穩定帶領馬群前進，最終未受到後方任何威脅下成功率先衝刺，以破日本草地2200米紀錄2分10.1秒的完賽時間奪得冠軍。
10月24日按照計劃出戰菊花賞，比賽最早段雖然稍爲落後處於第五左右的位置，但調整過後隨即成功閃入前方並順利防頭。然而通過第四彎道時，其因賽事距離過長而逐漸力弱，最終被密州怨曲、浪淘沙及Opera City超越下以第四完賽。
11月28日出戰日本盃，並改由來日客串的李慕華策騎。比賽開始後，其保持於領放馬萬能泰斗身後的位置逐步推進，並於比賽途中維持穩定的步速。進入直路後，雖然其輕鬆超越對手一度取得領先，然而於直路中段被後方的荒漠英雄超越，最終被其拉開3馬位落敗。
年末出戰有馬紀念，但於比賽途中一反常態選擇居中戰術下未能順利衝出，最終以第十一大敗。

### 4歲
進入2005年，由於作爲地方馬的大宇宙若想出戰中央一級賽就必須出戰前哨戰並取得頭二，因而於年初出戰日經賞，然而於比賽途中，其雖然一直保持於先頭位置，但其後受到中山競馬場直路上坡度較大的斜路影響體力不支，最終以第六落敗。
由於其未能於前哨戰中取得佳績，無法出戰國內的春季天皇賞下陣營將目標改爲海外賽事，並決定安排其遠征香港出戰冠軍一哩賽。比賽開始後，其繼續選擇自身拿手的領放戰術，然而進入直路後再度失速，最終以第十大敗。
回國後狀態仍然未有好轉，出戰衆多賽事均未能掄元甚至大敗，最終僅有有馬紀念一戰可以跑入頭十之內。

### 5歲
2006年首戰仍然以春季天皇賞爲目標而出戰日經賞，但於本次比賽中於直路上被前方馬匹阻擋，最終無法順利衝出之下僅以第八完賽。
由於和上年一樣未能出戰國內一級賽，因而以海外賽事爲目標，本年度陣營考慮其距離適性過後決勝安排前往新加坡挑戰新加坡航空國際盃。比賽開始後，其未有選擇領放下緊跟於第一人氣Vroom Vroom身後，並於通過第一彎道後稍微墮後。通過第四彎道時，騎師五十嵐冬樹指揮其稍爲抽出望空，並於直路上於中檔位置逐步加速。最後200米時，其成功進入全速狀態不斷衝刺，最終成功壓制王者之王及祝福下以1 3/4馬位奪得首個一級賽冠軍，亦成爲首匹制霸海外一級賽的地方馬。
然而其後準備離開新加坡時於抽血檢疫中未能證實其對梨形蟲目相關傳染病呈陰性，因而被滯留於當地直至其後才被放行返回日本。
亦因以上原因，其於滯留時期的體重大幅下降10公斤，最終導致其在6月出出戰寶塚紀念時狀態完全失準，未能順利加速之下以第八落敗。
進入秋季後出戰公開賽札幌日經公開賽，寫雖然比賽途中一直領先，但於最後直路稍爲力弱下被後方追走的Tosho Knight超越，以4馬位落敗。
9月24日出戰產經賞，本次比賽選擇於中團位置推進下於進入直路後沿內欄加速，可惜最終仍然無法追上前方的各有千秋，以鼻位差距憾負。
其後繼續於中長途賽事中進行挑戰，但出戰秋季天皇賞及日本盃僅跑獲第四，於有馬紀念中更以第十一大敗。

### 6歲
2007年首戰爲產經大阪盃，比賽途中一直保持於第四、五左右的位置，但通過第四彎道時被名將森遜瞬間超越後失去繼續加速的動力，最終落後至第八落敗。
其後再度遠征新加坡，以連霸新加坡航空國際盃作爲目標。比賽開始後，順利出閘的大宇宙保持於前頭位置，並以緊盯領放馬的姿態不斷推進。通過第三彎道後，其和同爲日本馬的關之影一同衝出，雖然於直路上表現不俗繼續加速，但最終仍然被對手率先透出以第二落敗。
回國調整過後出戰寶塚紀念，比賽途中選取第六的位置展開推進下於第四彎道發力進佔先頭，但於直路失速後退，最終以第十一大敗。
入秋後由於日本國內爆發馬流感，作爲地方馬的大宇宙無法使用中央的設施，因而陣營決定安排其出戰北海道二級賽瑞穗賞。比賽開始後，其保持於第二的有利位置進行推進，但進入直路後因泥地適性不足無法繼續加速，最終以第三落敗。
其後出戰地方賽事中唯一一項草地賽事岩手縣知事盃，並成功於比賽途中逐步爬升，最終於直路爆發衝力下拉開後方4馬位取得勝利。
進入10月，由於日本中央競馬會放寬對於馬流感的防疫規例，其得以重返中央賽事進行挑戰，但狀態完全未如以往之下於秋季天皇賞獲得第五，出戰日本盃及有馬紀念均以兩位數的戰績大敗。

### 7歲
2008年首戰爲日經賞，賽事途中雖然未能最大程度加速，但於直路上仍然足以堅守位置，最終跑獲一席入板的第四。
其後第三度出戰新加坡航空國際盃，然而本次比賽於漏閘之下選擇後上戰術，於直路未能以凌厲姿態加速扭轉局面，最終僅獲得第六。
回國後其原定以寶塚紀念作爲目標，但於6月16日的訓練途中被發現左前腳不良於行因而避戰。後續進入詳細檢查時確認其左前腳有兩個部分發生剝離性骨折，因而於6月24日接受手術取出碎骨並進入休養。
休養6個於後於日本盃復出，然而狀態完全未恢復下以包尾第十七大敗，12月出戰有馬紀念亦僅獲第十一。

### 8歲
2009年年初繼續以中長途賽事爲主軸，然而出戰日經賞、春季天皇賞及寶塚紀念中分別以第十一、第十六及第十三大敗。
夏季陣營因應其於春季的慘淡表現而安排其前往地方賽事中調整，並於鶺鴒賞及岩手縣知事盃中取得一冠一亞的優秀戰績。
進入秋季後確認重返中央賽場挑戰秋季古馬三冠，然而狀態完全下滑之下三場賽事均錄得慘敗。
而於有馬紀念赛后，馬主認爲其於日本國內經已毫無競爭力，因而宣佈來年將會安排其轉籍海外繼續現役。

### 9歲
2010年3月正式確認去向，離開日本後將會進入日籍愛爾蘭練馬師兒玉敬的馬房訓練。
然而於出國前的調整當中造成左後腳剝離性骨折，於陣營商討過後決定安排其退役，於5月4日及9月20日分別在門別競馬場及札幌競馬場舉行退役儀式後，於2011年4月1日正式取消地方競馬全國協會的賽駒註冊。

### 10歲
2011年其於北海道新冠町大紅牧場以功勞馬身份進行養老生活，然而隨着其逐漸由骨折中康復，有消息指其前往愛爾蘭出賽的計劃重新浮上水面。
有關消息流出後，馬主方面確認此爲事實並安排其於2月下旬全面恢復訓練，於6月1日出國並進入當初預訂的兒玉馬房。
然而於8月12日，其被檢查出右前腳患有肌腱炎，陣營於多方面商討過後認爲其不適合出賽，最終二度退役並返回日本。

### 詳細賽績
| 日期       | 舉辦國家 | 馬場   | 距離   | 級別 | 賽事名稱           | 負重 | 騎師       | 馬號 | 出馬 | 名次 | 時間   | 頭馬（二馬）        |
| ---------- | -------- | ------ | ------ | ---- | ------------------ | ---- | ---------- | ---- | ---- | ---- | ------ | ------------------- |
| 26/8/2003  | 日本     | 旭川   | 泥1000 |      | 新馬挑戰           | 54   | 齊藤正弘   | 3    | 12   | 2    | 1:03.1 | Thunder Teio        |
| 4/9/2003   | 日本     | 旭川   | 泥1500 |      | 進階挑戰           | 54   | 齊藤正弘   | 4    | 7    | 1    | 1:40.4 | （Century Horse）   |
| 30/9/2003  | 日本     | 門別   | 泥1700 |      | 2歲賽              | 54   | 佐佐木國明 | 10   | 11   | 1    | 1:50.1 | （Moere Ceiling）   |
| 14/10/2003 | 日本     | 門別   | 泥1800 |      | 愛麗速子賞         | 54   | 齊藤正弘   | 12   | 12   | 2    | 1:59.9 | Moere Ceiling       |
| 8/11/2003  | 日本     | 東京   | 草1800 |      | 百日草特別         | 55   | 五十嵐冬樹 | 7    | 11   | 1    | 1:47.9 | （高級玩意）        |
| 27/12/2003 | 日本     | 阪神   | 草2000 | GIII | 短波電台盃兩歲錦標 | 55   | 五十嵐冬樹 | 2    | 13   | 1    | 2:01.6 | （Mystic Age）      |
| 7/3/2004   | 日本     | 中山   | 草2000 | GII  | 彌生賞             | 56   | 五十嵐冬樹 | 5    | 10   | 1    | 2:00.5 | （名將球手）        |
| 18/4/2004  | 日本     | 中山   | 草2000 | GI   | 皋月賞             | 57   | 五十嵐冬樹 | 18   | 18   | 2    | 1:58.8 | 大和主將            |
| 30/5/2004  | 日本     | 東京   | 草2400 | GI   | 東京優駿           | 57   | 五十嵐冬樹 | 9    | 18   | 8    | 2:24.5 | 夏威夷王            |
| 2/9/2004   | 日本     | 旭川   | 泥2100 | H1   | 北海優駿           | 55   | 五十嵐冬樹 | 10   | 10   | 1    | 2:34.7 | （Celeb Selection） |
| 19/9/2004  | 日本     | 中山   | 草2200 | GII  | 聖烈特紀念         | 56   | 五十嵐冬樹 | 13   | 15   | 1    | 2:10.1 | （浪淘沙）          |
| 24/10/2004 | 日本     | 京都   | 草3000 | GI   | 菊花賞             | 57   | 五十嵐冬樹 | 15   | 18   | 4    | 3:06.0 | 密州怨曲            |
| 28/11/2004 | 日本     | 東京   | 草2400 | GI   | 日本盃             | 55   | 李慕華     | 10   | 16   | 2    | 2:24.7 | 荒漠英雄            |
| 26/12/2004 | 日本     | 中山   | 草2500 | GI   | 有馬紀念           | 55   | 五十嵐冬樹 | 4    | 15   | 11   | 2:30.5 | 荒漠英雄            |
| 26/3/2005  | 日本     | 中山   | 草2500 | GII  | 日經賞             | 57   | 千葉津代士 | 9    | 13   | 6    | 2:33.9 | Yukino Sun Royal    |
| 14/5/2005  | 香港     | 沙田   | 草1600 | GI   | 冠軍一哩賽         | 57.2 | 千葉津代士 | 3    | 13   | 10   | 1:35.4 | 牛精福星            |
| 26/6/2005  | 日本     | 阪神   | 草2200 | GI   | 寶塚紀念           | 58   | 千葉津代士 | 7    | 15   | 12   | 2:13.0 | 東商變革            |
| 9/10/2005  | 日本     | 東京   | 草1800 | GII  | 每日王冠           | 57   | 安藤勝己   | 9    | 17   | 11   | 1:47.3 | 旭日飛駒            |
| 27/11/2005 | 日本     | 東京   | 草2400 | GII  | 日本盃             | 57   | 龐利萊     | 11   | 18   | 14   | 2:23.5 | 傲家聲              |
| 25/12/2005 | 日本     | 中山   | 草2500 | GI   | 有馬紀念           | 57   | 五十嵐冬樹 | 4    | 16   | 4    | 2:32.4 | 真心呼喚            |
| 25/3/2006  | 日本     | 中山   | 草2500 | GII  | 日經賞             | 57   | 五十嵐冬樹 | 6    | 13   | 8    | 2:33.6 | 林肯                |
| 14/5/2006  | 新加坡   | 克蘭芝 | 草2000 | GI   | 新加坡航空國際盃   | 57   | 五十嵐冬樹 | 2    | 13   | 1    | 2:06.5 | （王者之王）        |
| 25/6/2006  | 日本     | 京都   | 草2200 | GI   | 寶塚紀念           | 58   | 五十嵐冬樹 | 6    | 13   | 8    | 2:14.8 | 大震撼              |
| 3/9/2006   | 日本     | 札幌   | 草2600 | OP   | 札幌日經公開賽     | 62   | 武幸四郎   | 5    | 11   | 2    | 2:40.6 | Tosho Knight        |
| 24/9/2006  | 日本     | 中山   | 草2200 | GII  | 產經賞             | 59   | 五十嵐冬樹 | 5    | 15   | 2    | 2:12.2 | 各有千秋            |
| 29/10/2006 | 日本     | 東京   | 草2000 | GI   | 秋季天皇賞         | 58   | 五十嵐冬樹 | 8    | 16   | 4    | 1:59.1 | 大和主將            |
| 26/11/2006 | 日本     | 東京   | 草2400 | GI   | 日本盃             | 57   | 五十嵐冬樹 | 10   | 11   | 4    | 2:25.7 | 大震撼              |
| 24/12/2006 | 日本     | 中山   | 草2500 | GI   | 有馬紀念           | 57   | 五十嵐冬樹 | 7    | 14   | 11   | 2:33.2 | 大震撼              |
| 1/4/2007   | 日本     | 阪神   | 草2000 | GII  | 產經大阪盃         | 59   | 五十嵐冬樹 | 9    | 11   | 8    | 2:02.2 | 名將森遜            |
| 20/5/2007  | 新加坡   | 克蘭芝 | 草2000 | GI   | 新加坡航空國際盃   | 57   | 五十嵐冬樹 | 2    | 13   | 2    | 2:04.2 | 關之影              |
| 24/6/2007  | 日本     | 阪神   | 草2200 | GI   | 寶塚紀念           | 58   | 五十嵐冬樹 | 16   | 18   | 11   | 2:15.2 | 賞月                |
| 13/9/2007  | 日本     | 旭川   | 泥2100 | H2   | 瑞穗賞             | 58   | 五十嵐冬樹 | 8    | 10   | 3    | 2:17.6 | Gilgamesh           |
| 30/9/2007  | 日本     | 盛岡   | 草1700 |      | 岩手縣知事盃       | 57   | 五十嵐冬樹 | 10   | 11   | 1    | 1:45.0 | （Boss Amigo）      |
| 28/10/2007 | 日本     | 東京   | 草2000 | GI   | 秋季天皇賞         | 58   | 五十嵐冬樹 | 3    | 16   | 5    | 1:59.1 | 名將森遜            |
| 25/11/2007 | 日本     | 東京   | 草2400 | GI   | 日本盃             | 57   | 松岡正海   | 3    | 18   | 13   | 2:26.1 | 賞月                |
| 23/12/2007 | 日本     | 中山   | 草2500 | GI   | 有馬紀念           | 57   | 松岡正海   | 11   | 15   | 10   | 2:35.6 | 梵高藝展            |
| 29/3/2008  | 日本     | 中山   | 草2500 | GII  | 日經賞             | 58   | 松岡正海   | 12   | 13   | 4    | 2:33.8 | 梵高藝展            |
| 18/5/2008  | 新加坡   | 克蘭芝 | 草2000 | GI   | 新加坡航空國際盃   | 57   | 松岡正海   | 3    | 16   | 6    | 2:01.4 | 精闢圖像            |
| 30/11/2008 | 日本     | 東京   | 草2400 | GI   | 日本盃             | 57   | 松岡正海   | 18   | 17   | 17   | 2:27.4 | 銀幕英雄            |
| 28/12/2009 | 日本     | 中山   | 草2500 | GI   | 有馬紀念           | 57   | 松岡正海   | 3    | 14   | 11   | 2:32.8 | 大和赤驥            |
| 28/3/2009  | 日本     | 中山   | 草2500 | GII  | 日經賞             | 58   | 三浦皇成   | 2    | 14   | 11   | 2:33.1 | Al Nasrain          |
| 3/5/2009   | 日本     | 京都   | 草3200 | GI   | 春季天皇賞         | 58   | 幸英明     | 14   | 18   | 16   | 3:17.9 | 逐鹿沙場            |
| 28/6/2009  | 日本     | 阪神   | 草2200 | GI   | 寶塚紀念           | 58   | 津村明秀   | 13   | 14   | 13   | 2:13.4 | 夢之旅              |
| 19/7/2009  | 日本     | 盛岡   | 草2400 |      | 鶺鴒賞             | 57   | 小林俊彥   | 9    | 12   | 2    | 2:35.8 | Cosmo Vacherin      |
| 27/9/2009  | 日本     | 盛岡   | 草1700 |      | 岩手縣知事盃       | 57   | 小林俊彥   | 2    | 12   | 1    | 1:45.5 | （Boss Amigo）      |
| 1/11/2009  | 日本     | 東京   | 草2000 | GI   | 秋季天皇賞         | 58   | 松岡正海   | 1    | 18   | 14   | 1:58.5 | 結伴行              |
| 29/11/2009 | 日本     | 東京   | 草2400 | GI   | 日本盃             | 57   | 五十嵐冬樹 | 17   | 18   | 12   | 2:24.4 | 伏特加              |
| 27/12/2009 | 日本     | 中山   | 草2500 | GI   | 有馬紀念           | 57   | 五十嵐冬樹 | 5    | 16   | 10   | 2:33.8 | 夢之旅              |

## 退役後
退役後，大宇宙並未入種，而是直接於北海道新冠町大紅牧場以功勞馬身份進行養老生活。

## 血統簡介
父系醒覺爲美國生產的愛爾蘭賽駒，生涯戰績優秀，曾勝出愛爾蘭打吡。祖父Theatrical爲愛爾蘭生產的愛爾蘭及美國賽駒，生涯戰績優秀，曾勝出育馬者盃草地大賽、草地經典邀請賽、鬥士錦標、劍舞者邀請賽等一級賽，亦於愛爾蘭打吡跑獲亞軍。
母系Iseno Tosho爲日本馬匹，生涯無出賽紀錄。外祖父Tosho Boy爲日本賽駒，生涯戰績優秀，曾勝出皋月賞及有馬紀念，因其強大的加速力及末腳速度而被稱爲「天馬」。

### 血統表
| 父線：雷利耶夫系（北地舞人系）                   |                             |                   |                  |
| 種馬 醒覺 1993年（深棗色）                       | Theatrical 1982年（棗色）   | 雷利耶夫          | 北地舞人         |
| 種馬 醒覺 1993年（深棗色）                       | Theatrical 1982年（棗色）   | 雷利耶夫          | Special          |
| 種馬 醒覺 1993年（深棗色）                       | Theatrical 1982年（棗色）   | Tree of Knowledge | Sassafras        |
| 種馬 醒覺 1993年（深棗色）                       | Theatrical 1982年（棗色）   | Tree of Knowledge | Sensibility      |
| 種馬 醒覺 1993年（深棗色）                       | Sophonisbe 1981年（深棗色） | Wollow            | Wolver Hollow    |
| 種馬 醒覺 1993年（深棗色）                       | Sophonisbe 1981年（深棗色） | Wollow            | Wichuraiana      |
| 種馬 醒覺 1993年（深棗色）                       | Sophonisbe 1981年（深棗色） | Southern Seas     | Jim French       |
| 種馬 醒覺 1993年（深棗色）                       | Sophonisbe 1981年（深棗色） | Southern Seas     | Schonbrunn       |
| 繁殖雌馬 Iseno Tosho 1993年（棗色）              | Tosho Boy 1973年（棗色）    | Tesco Boy         | Princely Gift    |
| 繁殖雌馬 Iseno Tosho 1993年（棗色）              | Tosho Boy 1973年（棗色）    | Tesco Boy         | Suncourt         |
| 繁殖雌馬 Iseno Tosho 1993年（棗色）              | Tosho Boy 1973年（棗色）    | Social Butterfly  | Your Host        |
| 繁殖雌馬 Iseno Tosho 1993年（棗色）              | Tosho Boy 1973年（棗色）    | Social Butterfly  | Wisteria         |
| 繁殖雌馬 Iseno Tosho 1993年（棗色）              | Marumi Chief 1987年（棗色） | Big Desire        | Tribal Chief     |
| 繁殖雌馬 Iseno Tosho 1993年（棗色）              | Marumi Chief 1987年（棗色） | Big Desire        | Kuri Ayame       |
| 繁殖雌馬 Iseno Tosho 1993年（棗色）              | Marumi Chief 1987年（棗色） | Tokiwa Aizen      | Kitano Kachidoki |
| 繁殖雌馬 Iseno Tosho 1993年（棗色）              | Marumi Chief 1987年（棗色） | Tokiwa Aizen      | Tokino Masato    |
| 雌系：號族：5-d                                  |                             |                   |                  |
| 五代內近親交配：Tesco Boy 3×5、Princely Gift 4×5 |                             |                   |                  |

## 命名由來
名字中，Cosmo（コスモ）是馬主岡田美佐子和大紅牧場的冠名，帶有宇宙之意思，Bulk（バルク）意思則代表巨大。

## 外部連結
- 大宇宙 netkeiba.com （页面存档备份，存于）
- 血統表 （页面存档备份，存于）